# Анрі Фарман
Генрі Фарман (також Анрі Фарман, фр. Henri Farman, англ. Henry Farman; 26 травня 1874, Париж — 18 липня 1958, Париж) — французький піонер авіації, спортсмен, авіаконструктор, засновник авіазавода Farman (спільно з братом Морісом).

## Життєпис
Народився в сім'ї журналіста, прожив все життя у Франції. Отримавши художню освіту в паризькій Школі витончених мистецтв, став відомим у Франції спортсменом, переможцем велоперегонів, автогонщиком команди Renault, брав участь у перегонах на кубок Гордона Беннетта.

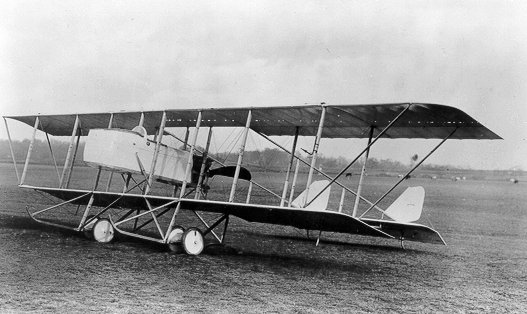
Farman Shorthorn MF1

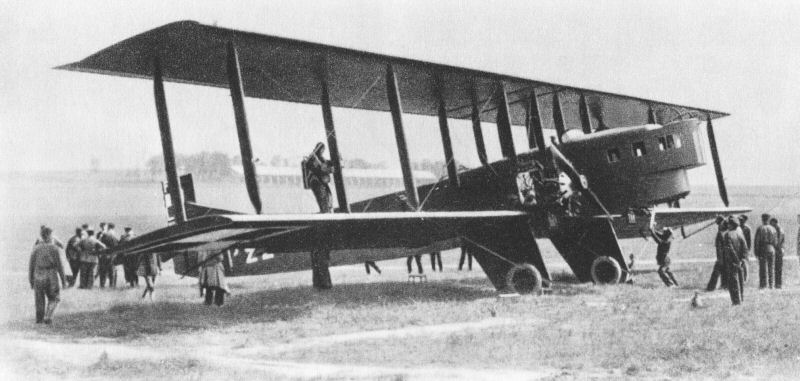
«Farman-Goliath» — перший важкий бомбардувальник ВПС Франції і перший французький авіалайнер

У 1907 році придбав літак Габріеля Вуазена і встановив на ньому кілька європейських рекордів, які, проте, поступалися показникам братів Райт. Вперше піднявся в повітря 30 вересня 1907 року. 13 січня 1908 року на літаку Вуазена пролетів 1 км по замкнутому маршруту, 21 березня 1908 року подолав двокілометрове кільце; в той же день став першим європейським авіапасажиром на літаку, яким керував Леон Делагранж.
Самостійно удосконалив літак Вуазена, в тому числі, обладнав його крило елеронами (жовтень 1908). У жовтні того ж року здійснив рекордний для свого часу політ з Шалона в Реймс протяжністю 27 кілометрів, в 1909 році двічі покращував рекорд дальності (180 і до 232 кілометрів).
Заснована Морісом і Генрі Фарманами компанія за тридцять років існування створила понад 200 дослідних і серійних моделей літаків. Більшість їх літаків мали аеродинамічну схему з штовхальним гвинтом, яка застаріла вже до 1914 року, в результаті компанія була відсторонена від великих військових замовлень (дісталися більш досконалим машинам Breguet, Nieuport і SPAD.
Літаки «Фарман» до 1915 року були найбільш поширеними літаками в Російській імперії (понад 1500 одиниць), але більшість з них були списані до 1918 року.